# Calupoh
Calupoh je plemeno psa původem z Mexika, hybrid psa a vlka. Bylo vyšlechtěno v 90. letech 20. století v rámci projektu kulturního dědictví, jehož cílem bylo znovu vytvořit starověké mexické vlčí psy, které jsou zmíněny v předkolumbovských textech a zobrazeny v mayském a aztéckém umění. V září 1999 bylo uznáno jako plemeno Mexickou kynologickou federací, což zvýšilo počet mexických plemen na tři – dalšími jsou chihuahua a mexický naháč.